# Catalina Dolgorúkov
Catalina Mijáilovna Yúryevskaya (en ruso: Екатерина Михаиловна Долгорукова; Moscú, 14 de noviembre de 1847 - Niza, 15 de febrero de 1922), también conocida como Catalina Dolgorúkova, Catalina Dolgoruki o Catalina Dolgorúkaya, fue hija del príncipe Miguel Dolgorúkov y de Vera Vishnévskaya. Durante bastante tiempo fue amante del zar Alejandro II de Rusia y más tarde su esposa morganática con el título de Princesa Yúrievskaya (en ruso: Светлейшая княгиня Юрьевская).
Cuando, antes de cumplirse un mes de la muerte de la zarina María de Hesse-Darmstadt (8 de junio de 1880), Alejandro y Catalina contraen matrimonio (6 de julio de 1880) ya son padres de tres hijos (un cuarto hijo había muerto durante la infancia). Tras el asesinato de Alejandro II (1 de marzo de 1881) en un atentado perpetrado por miembros de Naródnaya Volia, Catalina se convirtió en la viuda del zar.

## Su relación con el zar

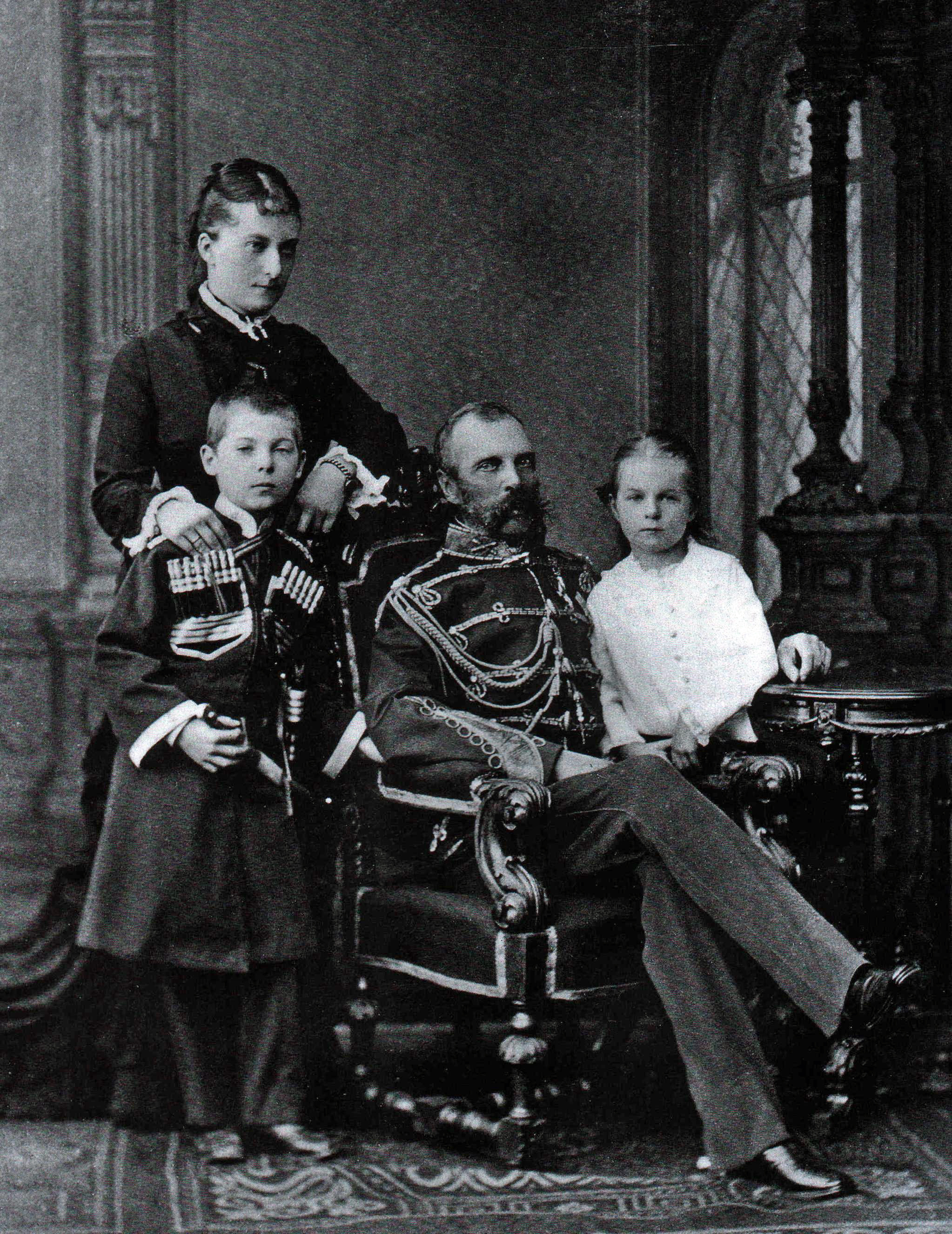
El zar Alejandro II y la princesa Catalina Dolgorúkova y sus hijos Jorge y Olga.

Catalina vio por primera vez a Alejandro II cuando ella tenía doce años durante una visita del soberano a la hacienda de su padre el príncipe Miguel Dolgorúkov. La muerte del príncipe sumió a la familia en la ruina, por ello el zar asumió los gastos de la educación de los cinco pequeños príncipes Dolgorúkov. Catalina y su hermana fueron enviadas al Instituto Smolny para Nobles Doncellas en San Petersburgo, una escuela para jóvenes de buena familia.
Alejandro II y Catalina volvieron a coincidir a finales de 1864, cuando el zar realizó una visita al Instituto Smolny. El atractivo de la joven Catalina, de tan sólo 17 años, llamó la atención del soberano, de 46 años. Un contemporáneo describió a Catalina como “una joven de mediana altura, con una figura elegante, con sedosa piel de marfil, ojos de gacela asustada, de boca sensual y delicadas trenzas castañas”. El zar empezó a visitarla en la escuela invitándola a dar largos paseos en carruaje, en cuyo transcurso discutían las ideas liberales de la joven, formadas, en parte, a lo largo de sus años en el Instituto Smolny. Con el tiempo Alejandro II se las ingenió para nombrar a Catalina dama de honor de la zarina, enferma de tuberculosis.
Catalina y el zar disfrutaban en mutua compañía, pero ella no quería ser una más en su historial de amantes. Pese a la presión de su madre y la directora del Smolny para que aprovechase la oportunidad y aceptase ser la amante del Zar, para así mejorar su situación y la de su familia, no será hasta 1866, tras la muerte del Zarévich Nicolás Aleksándrovich de Rusia (que enfermo de tuberculosis falleció en 1865) y la de la madre de la princesa Dolgorúkova, que Alejandro y Catalina entablan una verdadera y estable relación amorosa. Según contó la propia princesa en sus memorias, aquella noche el Zar le dijo: “Ya eres mi esposa secreta. Juro que si alguna vez soy libre, me casaré contigo”.
El zar insistía en tener a Catalina y sus hijos cerca de él, para ello alquiló una mansión en San Petersburgo desde la que Catalina, con escolta policial, acudía tres o cuatro veces por semana a los apartamentos de Alejandro en el Palacio de Invierno. La pareja mantuvo una extensa correspondencia diaria (a veces se escribían varias veces al día) de la que ha quedado constancia, siendo publicadas en 2007 (Harding, Luke, "From Russia with lust: Tsar's erotic letters to young mistress auctioned").
En febrero de 1876 Catalina dio a luz a su tercer hijo, Borís, en los apartamentos privados de Alejandro en el palacio. La madre quedó recuperándose junto al zar y el bebé fue trasladado a casa de Catalina, muriendo a causa del enfriamiento contraído en el traslado, unas semanas más tarde.
La relación contaba con la total desaprobación de la familia imperial y de la corte. Catalina fue acusada de intrigar para convertirse en zarina, de contaminar al zar con sus ideas liberales y de asociarse con empresarios sin escrúpulos con el ánimo de lucrarse.
Algunos miembros de la familia imperial temían que los ilegítimos hijos de Catalina desplazasen a los legítimos herederos del zar. Poco después de su boda con Catalina, Alejandro II, cansado de tantas críticas, en su opinión totalmente infundadas, escribió a su hermana la reina Olga de Wuttemberg en los siguientes términos: “Ella ha preferido renunciar a los actos sociales y las diversiones propias de las jóvenes damas de su edad y ha dedicado toda su vida a amarme y cuidar de mí sin interferir en cualquier asunto a pesar de los numerosos intentos de quienes quieren utilizar fraudulentamente su nombre, vive sólo para mí y dedicada a la educación de nuestros hijos”.

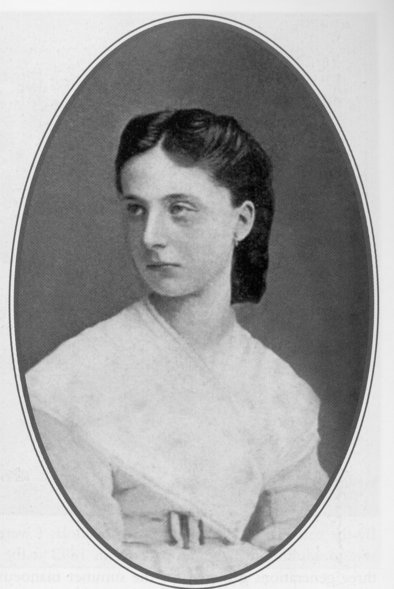
La princesa Catalina Dolgorúkova en su adolescencia.

Hacia finales de 1880, temiendo que Catalina se convirtiera en objetivo de algún atentado, Alejandro II ordenó el traslado de esta y sus hijos a la tercera planta del Palacio de Invierno. Este traslado dio pábulo a la propagación de todo tipo de rumores e historias escabrosas tales como la que aseguraba que antes de morir la zarina María se vio obligada oír los molestos ruidos de los pequeños bastardos, cuando en realidad las dependencias ocupadas por unos y por otra distaban más que suficiente como para no interferir los unos en la vida cotidiana de los otros.
A pesar de que Alejandro II había sido infiel a María de Hesse (con la que había tenido ocho hijos) en numerosas ocasiones, sus relaciones con Catalina no se iniciaron hasta después que los médicos aconsejaran a la pareja imperial que no tuvieran relaciones a causa de la enfermedad de la zarina.
Antes de su muerte, la zarina María pidió conocer a los hijos de Catalina. El zar le presentó a sus dos hijos mayores, Jorge y Olga, a quienes ella besó y bendijo.
Ante la rapidez de su matrimonio con Catalina, apenas un mes después de la muerte de la zarina, Alejandro II la justificó porque él temía ser asesinado y que ella y sus hijos quedasen sin nada. El matrimonio no era nada popular ni entre la familia imperial ni entre el pueblo, pero el zar los obligó a aceptarlo. A Catalina le concedió el título de Princesa Yúrievskaya y legitimó a sus hijos, aunque, por ser fruto de una unión morganática, no tenían ningún derecho al trono.
El Gran Duque Alejandro Mijáilovich Románov (sobrino de Alejandro II) escribió en sus memorias que el zar se comportaba con Catalina como un adolescente, que la pareja se profesaba una adoración mutua y que la familia imperial no soportaba oír a Catalina llamar a su esposo por el diminutivo familiar “Sasha”. Pese a ello, escribe que su padre el Gran Duque Miguel Nikoláyevich de Rusia llegó a pedir disculpas a su madrastra por la frialdad con la que era tratada por la familia.
Catalina y Alejandro vivían felices pese a la agitada situación política y las constantes amenazas de un atentado. El 1 de marzo de 1880 se produjo una explosión en el comedor del Palacio de Invierno. Alejandro corrió a las habitaciones de Catalina antes que acudir a ver cómo estaba la emperatriz que, en la fase terminal de su enfermedad, ni se enteró de la explosión. El príncipe Alejandro de Hesse-Darmstadt, hermano de la zarina, reprocharía amargamente a su cuñado que sólo mostrara interés y preocupación por el estado de su amante y no por el del resto de la familia allí presentes.
Un año más tarde Alejandro II moriría en los brazos de Catalina, convertida ya en su esposa, de las heridas sufridas en un atentado. Durante los funerales Catalina y sus tres hijos se vieron obligados a permanecer en la entrada de la iglesia y se les negó un lugar en la comitiva de la familia imperial. Asimismo se la obligó a asistir a otro funeral diferente al de la familia.

## Sus últimos años

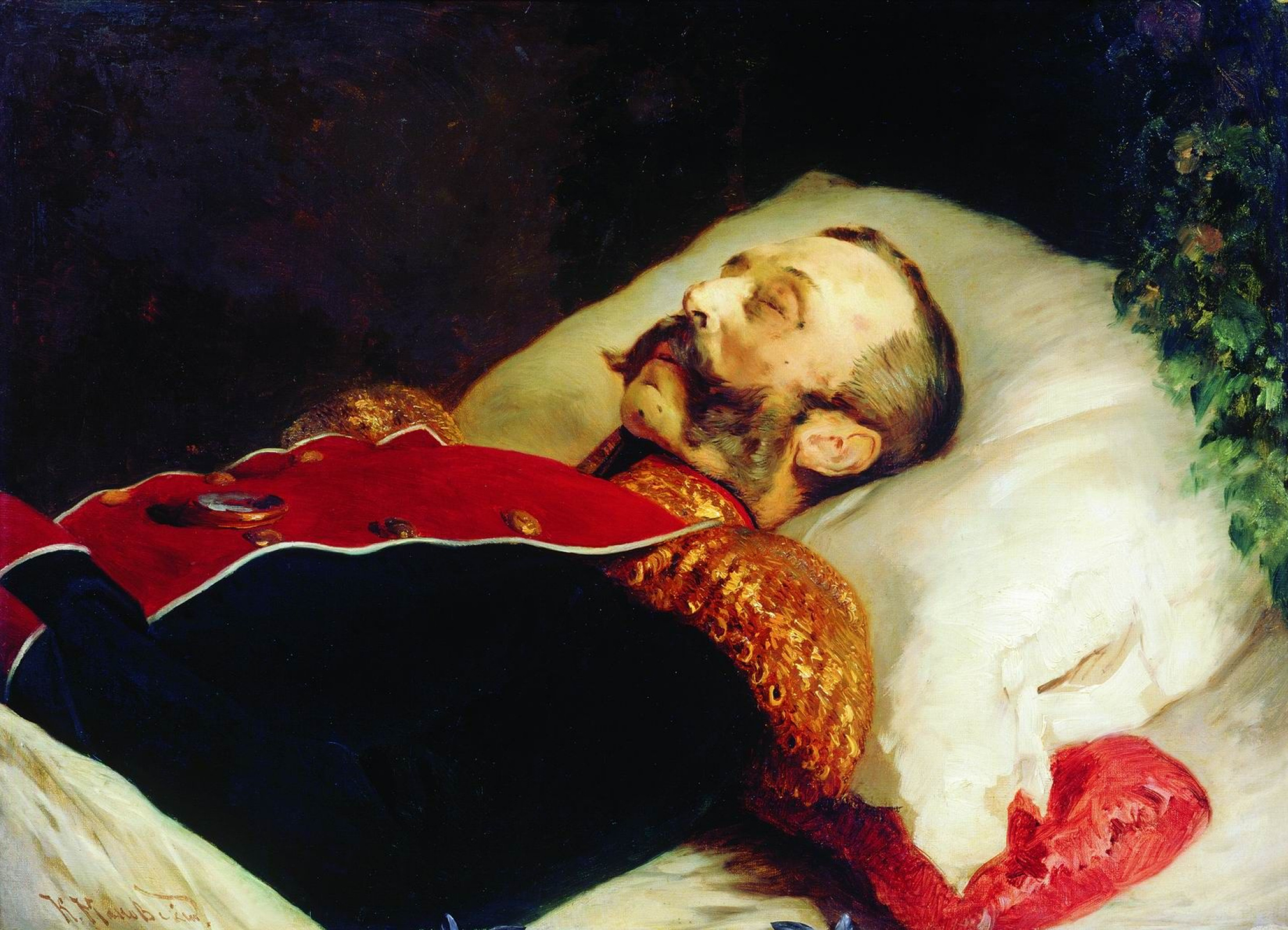
Alejandro II en su lecho de muerte en 1881.

Tras la muerte del Zar a Catalina se le asigna una pensión de 3,4 millones de rublos. En tanto que viuda de un zar, Catalina tenía derecho a residir en el Palacio de Invierno, así como al uso y disfrute del resto de las residencias de la familia imperial; a cambio de su renuncia a este derecho, la viuda de Alejando II recibió la propiedad de una residencia para ella y sus tres hijos. Finalmente Catalina se instala entre París y la Costa Azul, convirtiéndose en una abanderada de la moda. Tenía a su servicio veinte empleados y poseía un vagón de tren privado.
Sus relaciones con los Románov fueron tensas durante el resto de sus días. El zar Alejandro III, su hijastro, estaba al día de todos los movimientos de Catalina en Francia ya que de ello se encargaba la policía secreta rusa.
En 1895 el Gran Duque Jorge Aleksándrovich, hijo de Alejandro, fingió una enfermedad para evitar un encuentro de compromiso con Catalina durante una estancia de este en Francia. Ese mismo año Nicolás II se niega a hacer de padrino en la boda de la princesa Olga Yúrievskaya (hija de Catalina y Alejandro) con el Conde de Merenberg. Por otro lado el paso del príncipe Jorge Yúrievski por la armada rusa fue calificado de fracaso total (carta del Gran Duque Alexei Alexandrovich a la propia Catalina), de todos modos se le concedió un puesto en la escuela de caballería. Catalina sobrevivió a su marido cuarenta y un años. Falleció en 1922 y para entonces su fortuna ya estaba considerablemente mermada a consecuencia de elevado nivel de vida y de la caída de los Romanov como consecuencia del triunfo de la Revolución rusa.

## Descendencia

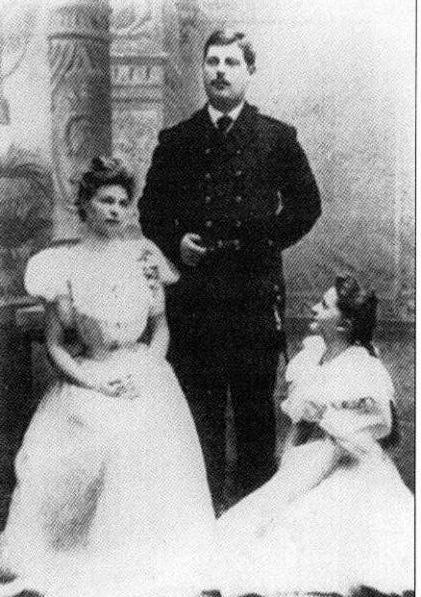
Hijos de Alejandro II y Catalina Dolgorúkov.

Tres de los cuatro hijos de Catalina y Alejandro llegaron a la edad adulta. El zar les otorgó el título de Príncipes y Princesas Yúrievski.
- El príncipe Jorge Yúrievski (12 de mayo de 1872-13 de septiembre de 1913). Casado con Alejandra de Oldenburg, Condesa Zarnekau, hija del Duque Federico Constantino Pedro de Oldenburgo y de Agrafena Djaparidze, condesa von Zarnekau. Con descendencia.
- La princesa Olga Yúrievskaya (7 de noviembre de 1874-10 de agosto de 1925). Casada con Jorge Nicolás de Nassau, conde de Merenberg. Con descendencia.
- Borís Aleksándrovich Yúrievsky (23 de febrero-11 de abril de 1876).
- La princesa Catalina Yúrievskaya (9 de febrero de 1878-22 de diciembre de 1959). Casada en primeras nupcias con Alejandro Vladímirovich, Príncipe Bariátinski y más tarde con Sergéi Platónovich, Príncipe Obolenski. Con descendencia.

## En los medios
La historia de la Princesa Catalina Dolgorúkova ha sido llevada al cine en dos ocasiones:
- Katia (dirigida por Maurice Tourneur en 1938)
- Katia (dirigida por Robert Siodmak en 1959)